# Margot Guilleaume
Margot Guilleaume (* 12. Januar 1910 in Hamburg; † 25. Juni 2004 ebenda) war eine deutsche Opernsängerin (Sopran) und Hochschullehrerin, die auch als Lieder- und Oratoriensängerin weit über die Grenzen Deutschlands hinaus bekannt wurde.

## Leben

### Jugend- und Aufstiegsjahre
Margot Guilleaume hatte bretonische Vorfahren, die 1789 nach Hamburg ausgewandert waren. Ihr Vater ließ sie nach ihrem Schulabschluss zunächst eine kaufmännische Lehre durchlaufen. Aber ihre Liebe zur Musik war nicht zu bremsen. Sie machte eine Eignungsprüfung am Vogt’schen Konservatorium in Hamburg, erhielt dort eine zweijährige Chorausbildung, ging 1931 als Chorsängerin an die damalige Schilleroper in Hamburg, nahm aber gleichzeitig Unterricht im Sologesang bei Lilli Schmitt de Georgi. Zwei Jahre später, 1933, gelang Margot Guilleaume der Sprung an das Lübecker Stadttheater. Dort erhielt sie einen Vertrag als Chormitglied mit Soloverpflichtung. 1934 sang sie im Chor der Bayreuther Festspiele und erhielt einen Vertrag an die Hamburgische Staatsoper für kleine Solopartien. 1937 drohte ein schwerer Verkehrsunfall der gerade 27-jährigen Künstlerin die beginnende Karriere zu zerstören. Aber nach ihrer Genesung nutzte sie die Chance, als Königin der Nacht in Mozarts Oper Die Zauberflöte am Göttinger Theater erfolgreich einzuspringen, worauf sie dort sofort engagiert wurde. Anschließend folgte eine Verpflichtung nach Wilhelmshaven, danach an das Staatstheater in Oldenburg. Hier sang sie u. a. die Partien der Konstanze, Zerbinetta, Mimi, Micaela und Nedda. Guilleaume stand 1944 in der Gottbegnadeten-Liste.

### Erfolgreiche Karrierejahre
Nach dem Kriege, 1946–1949, sang Margot Guilleaume an der Hamburgischen Staatsoper und wirkte mit in zahlreichen Rundfunksendungen und -aufnahmen von Radio Hamburg, dem späteren NDR.  Diese Tätigkeit machte die Sängerin weithin bekannt. Ende der 1940er Jahre folgten viele Schallplattenaufnahmen für Polydor und die Deutsche Grammophon. Die anwachsenden Verpflichtungen als Barock- und Oratoriensängerin führten dazu, dass die Sängerin ihre Tätigkeit an der Hamburgischen Staatsoper beendete. Sie gab jetzt auch als Liedersängerin viele Konzerte in ganz Deutschland und dem benachbarten Ausland, besonders in Frankreich.
Bereits 1950 hatte sie die Musikhochschule Hamburg als Gesangslehrerin verpflichtet. 1962 wurde sie zur Professorin ernannt. Ihre Lehrtätigkeit endete erst 1978 mit ihrem Eintritt in den Ruhestand.
Beigesetzt ist Margot Guilleaume auf dem Friedhof von Aumühle.